# Moussa Sissako
Moussa Sissako (Clichy, Francia, 10 de noviembre de 2000) es un futbolista maliense. Juega de defensa y su equipo es el F. K. IMT de la Superliga de Serbia. Es internacional absoluto por la selección de Malí desde 2021.

## Trayectoria
Entró a las inferiores del Paris Saint-Germain en 2012 proveniente del RC France. Firmó su primer contrato con el PSG el 1 de junio de 2018. En su paso por el club, solo jugó por el equipo B del cuadro parisino.
El 28 de enero de 2020 fue enviado a préstamo al Standard de Lieja. Fue fichado por el club al término de la temporada. Rescindió su contrato de manera unilateral el 31 de agosto de 2022, y al día siguiente se anunció su fichaje por el P. F. C. Sochi.
Tras un año en Rusia, el 6 de septiembre de 2023 regresó a Bélgica después de ser cedido al RWDM. Posteriormente volvió a Sochi y en marzo de 2025 se anunció su fichaje por el F. K. IMT para la siguiente temporada una vez expirara su contrato.

## Selección nacional
Nacido en Francia, es descendiente maliense. Fue citado para jugar por las categorías menores de Francia, aunque no debutó.
Debutó con la selección de Malí el 7 de octubre de 2021 en la victoria por 5-0 sobre Kenia por la clasificación para la Copa Mundial de Fútbol de 2022.

## Estadísticas
Actualizado al último partido disputado el 11 de febrero de 2024.
| Club                                                     | Div.          | Temporada     | Liga  | Liga  | Copas nacionales(1) | Copas nacionales(1) | Copas internacionales | Copas internacionales | Total | Total |
| Club                                                     | Div.          | Temporada     | Part. | Goles | Part.               | Goles               | Part.                 | Goles                 | Part. | Goles |
| -------------------------------------------------------- | ------------- | ------------- | ----- | ----- | ------------------- | ------------------- | --------------------- | --------------------- | ----- | ----- |
| Paris Saint-Germain "II" Francia                         | 4.ª           | 2017-18       | 1     | 0     | —                   | —                   | —                     | —                     | 1     | 0     |
| Paris Saint-Germain "II" Francia                         | 4.ª           | 2018-19       | 23    | 1     | —                   | —                   | —                     | —                     | 23    | 1     |
| Paris Saint-Germain "II" Francia                         | Total club    | Total club    | 24    | 1     | 0                   | 0                   | 0                     | 0                     | 24    | 1     |
| Standard de Lieja · Bélgica                              | 1.ª           | 2020-21       | 8     | 0     | 4                   | 0                   | 0                     | 0                     | 12    | 0     |
| Standard de Lieja · Bélgica                              | 1.ª           | 2021-22       | 19    | 1     | 3                   | 0                   | —                     | —                     | 22    | 1     |
| Standard de Lieja · Bélgica                              | Total club    | Total club    | 27    | 1     | 7                   | 0                   | 0                     | 0                     | 34    | 1     |
| P. F. C. Sochi · Rusia                                   | 1.ª           | 2022-23       | 10    | 1     | 5                   | 0                   | —                     | —                     | 15    | 1     |
| P. F. C. Sochi · Rusia                                   | Total club    | Total club    | 10    | 1     | 5                   | 0                   | 0                     | 0                     | 15    | 1     |
| RWDM · Bélgica                                           | 1.ª           | 2023-24       | 16    | 0     | 3                   | 0                   | —                     | —                     | 19    | 0     |
| RWDM · Bélgica                                           | Total club    | Total club    | 16    | 0     | 3                   | 0                   | 0                     | 0                     | 19    | 0     |
| F. K. IMT Serbia                                         | 1.ª           | 2025-26       | 0     | 0     | 0                   | 0                   | ―                     | ―                     | 0     | 0     |
| F. K. IMT Serbia                                         | Total club    | Total club    | 0     | 0     | 0                   | 0                   | 0                     | 0                     | 0     | 0     |
| Total carrera                                            | Total carrera | Total carrera | 77    | 3     | 15                  | 0                   | 0                     | 0                     | 92    | 3     |
| (1) Incluye datos de la Copa de Bélgica y Copa de Rusia. |               |               |       |       |                     |                     |                       |                       |       |       |

## Vida personal
Su hermano, Abdoulaye, también es futbolista.